# Wspólnota administracyjna Altfraunhofen
Wspólnota administracyjna Altfraunhofen – wspólnota administracyjna (niem. Verwaltungsgemeinschaft) w Niemczech, w kraju związkowym Bawaria, w rejencji Dolna Bawaria, w regionie Landshut, w powiecie  Landshut. Siedziba wspólnoty znajduje się w miejscowości Altfraunhofen.
Wspólnota administracyjna zrzesza dwie gminy wiejskie (Gemeinde): 
- Altfraunhofen, 2 102 mieszkańców, 17,00 km²
- Baierbach, 782 mieszkańców, 16,76 km²